# Enterocytozoon bieneusi
Enterocytozoon bieneusi är en svampart som beskrevs av F. Desp., Le Charpentier, Galian, Bernard, Cochand-Priollet, Lavergne, Ravisse & Modigliani 1985. Enterocytozoon bieneusi ingår i släktet Enterocytozoon och familjen Enterocytozoonidae.   Inga underarter finns listade i Catalogue of Life.